# Votiefkerk (Szeged)
De Votiefkerk (Fogadalmi templom) is de domkerk van de Hongaarse stad Szeged. De neoromaanse votiefkerk kwam tussen 1913 en 1930 tot stand en werd ontworpen door Frigyes Schulek en Ernő Foerk. De dom is gewijd aan Onze-Lieve-Vrouw van Hongarije.
Tot de bouw van de kerk werd in 1880 besloten, toen de overlevenden van de overstromingsramp van 1879 de gelofte deden een nieuwe kerk te bouwen. Aanvankelijk kostte het grote moeite om financiën en een geschikte locatie te vinden. Pas in augustus 1913 werd met de bouw begonnen: de eerstesteenlegging vond plaats op 21 juni 1914. De kerk kwam tot stand op de plaats van de restanten van de 12de-eeuwse St.-Demetriuskerk uit de 12e eeuw. Alleen de robuuste achthoekige romaanse toren is bewaard gebleven en staat voor de kerk.
Aanvankelijk had Frigyes Schulek, de architect van het Vissersbastion in Boedapest, de kerk ontworpen met witte natuursteen, geïnspireerd door de Sacré-Cœur in Parijs. Uiteindelijk werd voor de goedkopere bakstenen versie van Ernő Foerk gekozen.
Tijdens de Eerste Wereldoorlog lag de bouw van de kerk stil. In 1930, ruim vijftig jaar na de overstromingsramp, werd de dom ingewijd. Inmiddels was ook de aanleg van het domplein begonnen: Béla Rerrich ontwierp hier eveneens bakstenen gebouwen, ten behoeve van het bisdom en de universiteit.
De beide torens van de kerk zijn 93 meter hoog, de koepel bedraagt 54 meter. De lengte van de kerk is 81 meter en de breedte 91 meter. Het gebouw is daarmee de op drie na grootste kerk van Hongarije.
Aan de façade prijken mozaïekbeelden van de twaalf apostelen. Het door het bonte glas binnenvallende licht vormt telkens nieuwe kleurenbundels.
Het orgel heeft 11.000 pijpen en 166 registers.